# Crambinae
Sous-famille
Les Crambinae sont une sous-famille d'insectes de l'ordre des lépidoptères (papillons).

## Liste des genres rencontrés en Europe
Selon Fauna Europaea (22 décembre 2021) :
- Agriphila Hübner 1825
- Ancylolomia Hübner 1825
- Angustalius Marion 1954
- Calamotropha Zeller 1863
- Catoptria Hübner 1825
- Chilo Zincken 1817
- Chrysocrambus Bleszynski 1957
- Chrysoteuchia Hübner 1825
- Crambus Fabricius 1798
- Euchromius Guénée 1845
- Friedlanderia Agnew 1987
- Glaucocharis Meyrick 1938
- Mesocrambus Bleszynski 1957
- Metacrambus Bleszynski 1957
- Metaeuchromius Bleszynski 1960
- Neocrambus Bleszynski 1957
- Parapediasia Bleszynski 1966
- Pediasia Hübner 1825
- Platytes Guénée 1845
- Prionapteryx Stephens 1834
- Pseudobissetia Bleszynski 1959
- Talis Guénée 1845
- Thisanotia Hübner 1825
- Thopeutis Hübner 1818
- Xanthocrambus Bleszynski 1955

## Genres
- Agriphiloides
- Amselia
- Ancylolomia
- Angustalius
- Arthromastix
- Ategunia
- Bicilia
- Bissetia
- Burmannia
- Calamotropha
- Catoptria
- Chilo
- Chrysocrambus
- Chrysoteuchia
- Classeya
- Cleoeromene
- Crambixon
- Cryptobotys
- Diatraea
- Diptychophora
- Drasa
- Elethyia
- Eoreuma
- Epichilo
- Eschata
- Euchromius
- Flavocrambus
- Friedlanderia
- Glaucocharis
- Hileithia
- Hyalorista
- Incaeromene
- Japonichilo
- Japonicrambus
- Lineodes
- Mesocrambus
- Metacrambus
- Metaeuchromius
- Microcausta
- Microchilo
- Micronix
- Miyakea
- Modestia
- Neocrambus
- Neoeromene
- Neopediasia
- Omiodes
- Orocrambus
- Paraplatytes
- Pediasia
- Platytes
- Prionapteron
- Prionapteryx
- Proceras
- Pseudargyria
- Pseudeuchromius
- Pseudobissetia
- Pseudocatharylla
- Pseudoclasseya
- Salbia
- Steneromene
- Surattha
- Talis
- Tehama
- Thisanotia
- Thopeutis
- Xanthocrambus